# آسپنشتت
آسپنشتت (به آلمانی: Aspenstedt) یک منطقهٔ مسکونی در آلمان است که در هالبراشتات واقع شده‌است. آسپنشتت ۵۴۷ نفر جمعیت دارد.